# Нименьга (станция)
Ни́меньга (в некоторых источниках Нименга) — железнодорожная станция на линии «Обозерская — Беломорск» Архангельского региона Северной железной дороги. Расположена в Онежском муниципальном районе Архангельской области, в посёлке железнодорожной станции Нименьга Нименьгского сельского поселения. Расстояние между Нименьгой и станцией Глазаниха составляет 76 км.
Линия «Вологда — Коноша — Обозерская — Урамец — Большая Кяма — Поньга — Нименьга — Малошуйка — Маленьга — Беломорск» и далее на Мурманск полностью электрифицирована на переменном токе напряжением 25 кВ и является частью грузового экспортного коридора из России в Финляндию. Линия от Обозерской, через Нименьгу, до Беломорска — однопутная.

## Поезда дальнего следования
| № поезда | Маршрут движения   | № поезда | Маршрут движения   |
| -------- | ------------------ | -------- | ------------------ |
| 143      | Мурманск — Вологда | 144      | Вологда — Мурманск |